# Джонсборо (Джорджія)
Джонсборо (англ. Jonesboro) — місто (англ. city) в США, в окрузі Клейтон штату Джорджія. Населення — 4235 осіб (2020).

## Географія
Джонсборо розташоване за координатами 33°31′13″ пн. ш. 84°21′16″ зх. д. / 33.52028° пн. ш. 84.35444° зх. д. (33.520245, -84.354314).  За даними Бюро перепису населення США в 2010 році місто мало площу 6,53 км², з яких 6,47 км² — суходіл та 0,06 км² — водойми.

## Демографія
Згідно з переписом 2010 року, у місті мешкали 4724 особи в 1181 домогосподарстві у складі 772 родин. Густота населення становила 724 особи/км².  Було 1399 помешкань (214/км²).
Расовий склад населення:
| - 58,2 % — чорних або афроамериканців - 35,0 % — білих - 2,1 % — азіатів - 0,1 % — корінних американців - 2,0 % — осіб інших рас |

До двох чи більше рас належало 2,5 %. Частка іспаномовних становила 7,2 % від усіх жителів.
За віковим діапазоном населення розподілялося таким чином: 17,5 % — особи молодші 18 років, 74,7 % — особи у віці 18—64 років, 7,8 % — особи у віці 65 років та старші. Медіана віку мешканця становила 32,8 року. На 100 осіб жіночої статі у місті припадало 154,3 чоловіків;  на 100 жінок у віці від 18 років та старших — 163,2 чоловіків також старших 18 років.
Середній дохід на одне домашнє господарство  становив 40 322 долари США (медіана — 31 387), а середній дохід на одну сім'ю — 47 100 доларів (медіана — 35 995). Медіана доходів становила 31 106 доларів для чоловіків та 30 597 доларів для жінок. За межею бідності перебувало 30,6 % осіб, у тому числі 43,2 % дітей у віці до 18 років та 15,5 % осіб у віці 65 років та старших.
Цивільне працевлаштоване населення становило 1243 особи. Основні галузі зайнятості: освіта, охорона здоров'я та соціальна допомога — 19,0 %, науковці, спеціалісти, менеджери — 16,3 %, роздрібна торгівля — 11,6 %, транспорт — 10,8 %.